# سیارک ۵۳۹۰
سیارک ۵۳۹۰ (به انگلیسی: 5390 Huichiming، نامگذاری:1981YO1) پنج هزار و سیصد و نودمین سیارک کشف شده‌است که در ۱۹ دسامبر ۱۹۸۱ کشف شد.
قدر مطلق سیارک برابر ۳۸.۹ است.